# Taraxacum ostenfeldii
Taraxacum ostenfeldii là một loài thực vật có hoa trong họ Cúc. Loài này được Raunk. miêu tả khoa học đầu tiên năm 1906.